# Pero marmoratus
Pero marmoratus är en fjärilsart som beskrevs av Grossbeck 1910. Pero marmoratus ingår i släktet Pero och familjen mätare. Inga underarter finns listade i Catalogue of Life.